# Werner Tiemann
Werner Tiemann (* 1. März 1933 in Lage; † 2. Juli 2002 in Lechenich) war ein deutscher Handballspieler, Lehrer und Kommunalpolitiker.

## Studienzeit und Handball
Nach dem Abitur studierte Werner Tiemann Mathematik und Sport für das Lehramt an höheren Schulen. Während der Studienzeit spielte er Feldhandball bei der SV Bayer 04, mit der er 1956 Deutscher Meister wurde. Er hatte 16 Einsätze in der deutschen Handballnationalmannschaft und gehörte zur siegreichen Mannschaft bei der Weltmeisterschaft 1959.
Für den Gewinn der Weltmeisterschaft wurde er am 21. Juni 1959 mit dem Silbernen Lorbeerblatt ausgezeichnet.

## Beruf
Nach Abschluss seines Studiums entschied er sich für den Schuldienst.
1964 zog er mit seiner Familie nach Lechenich, nachdem er eine Stelle als Lehrer für Mathematik und Sport am städtischen Progymnasium Lechenich angetreten hatte. Schon nach wenigen Jahren wurde er Vertreter des Schulleiters. 1982 übernahm er die Leitung der inzwischen zum Gymnasium ausgebauten Schule. Durch sein Engagement im Schulsport ging die Schule Kooperationen mit vielen örtlichen Sportvereinen ein, um sportlich besonders begabten Schülern und Schülerinnen außerhalb des Schulunterrichtes Trainingsmöglichkeiten in den von ihnen bevorzugten Disziplinen zu geben. Dies führte zu zahlreichen Erfolgen bei den Schulsportwettbewerben. Veranstaltungen wie die seit 1980 stattfindenden zum Schulsport gehörenden Skifahrten für Mittel- und Oberstufenschüler oder das seit 1986 stattfindende Fußballturnier ehemaliger Schüler, für das er einen Pokal stiftete, wurden auf seine Veranlassung eingerichtet.
Nach 30 Jahren Tätigkeit wurde er 1994 aus Gesundheitsgründen pensioniert.

## Kommunalpolitik
Werner Tiemann betätigte sich von 1969 bis 1979 und 1988 bis 1991 als Mitglied der SPD im Rat der Stadt Erftstadt. Vom 15. Dezember 1969 bis 23. Mai 1974 war er Bürgermeister. Zwischen 1979 und 1989 war er als sachkundiger Bürger in mehreren Ausschüssen tätig. Soziale und schulische Belange sowie die Förderung des Sportes und die Schaffung neuer Sportstätten waren die Schwerpunkte seines politischen Wirkens. Von 1976 bis 1979 und von 1984 bis 1994 war er Kreistagsabgeordneter des Rhein-Erft-Kreises.

## Lebensende
Werner Tiemann zog sich nach seiner Pensionierung von allen öffentlichen Ämtern zurück. Er starb am 2. Juli 2002 an seinem Wohnort Lechenich.

## Gedenken
Jährlich findet in der Vorweihnachtszeit das schon traditionelle Ehemaligen Fußball Turnier um den Werner-Tiemann-Gedächtnis-Pokal in Lechenich statt, zu dem mehrere hundert ehemalige Schüler anreisen. Ihre Mannschaften treten gegen die aktuellen Schülermannschaften und die Lehrermannschaft um den Pokal an. Der Erlös wird seit einigen Jahren für die Ausgestaltung der Oberstufenräume des Gymnasiums eingesetzt.